# Epirhyssa eucnemis
Epirhyssa eucnemis är en stekelart som beskrevs av Porter 1978. Epirhyssa eucnemis ingår i släktet Epirhyssa och familjen brokparasitsteklar. Inga underarter finns listade i Catalogue of Life.